# MariaDB
MariaDB est un système de gestion de base de données édité sous licence GPL. Il s'agit d'un embranchement communautaire de MySQL : la gouvernance du projet est assurée par la fondation MariaDB, et sa maintenance par la société Monty Program AB, créateur du projet. Cette gouvernance confère au logiciel l’assurance de rester libre.
En 2009, à la suite du rachat de MySQL par Sun Microsystems et des annonces du rachat de Sun Microsystems par Oracle Corporation, Michael Widenius, fondateur de MySQL, quitte cette société pour lancer le projet MariaDB, dans une démarche visant à remplacer MySQL tout en assurant l’interopérabilité. Le nom vient de la 2e fille de Michael Widenius, Maria (la première s'appelant My).

## MariaDB Server

### Versions
Les numéros de version de MariaDB suivent le schéma de numérotation de MySQL jusqu'à la version 5.5. Étant donné que de nouvelles fonctionnalités spécifiques ont été développées dans MariaDB, les développeurs ont décidé qu'un changement majeur de numéro de version était nécessaire - la version suivante après 5.5 était 10.0,.

### Licence
La Fondation MariaDB dit, traduit en français :
MariaDB Server restera un logiciel libre et open source sous licence GPLv2, indépendant de toute entité commerciale.

### Utilisateurs notables
MariaDB est utilisée par ServiceNow, DBS Bank, Google, et Mozilla.  
Plusieurs distributions Linux et systèmes d'exploitation BSD incluent MariaDB. Certains utilisent par défaut MariaDB, comme Arch Linux, Manjaro, Debian (de Debian 9), Fedora (de Fedora 19),, Red Hat Enterprise Linux (de RHEL 7 en juin 2014),, CentOS (de CentOS 7), Mageia (de Mageia 2), openSUSE (à partir d'openSUSE 12.3 Dartmouth), SUSE Linux Enterprise Server (à partir de SLES 12), OpenBSD (à partir de 5.7),, et FreeBSD. 

## MariaDB Foundation

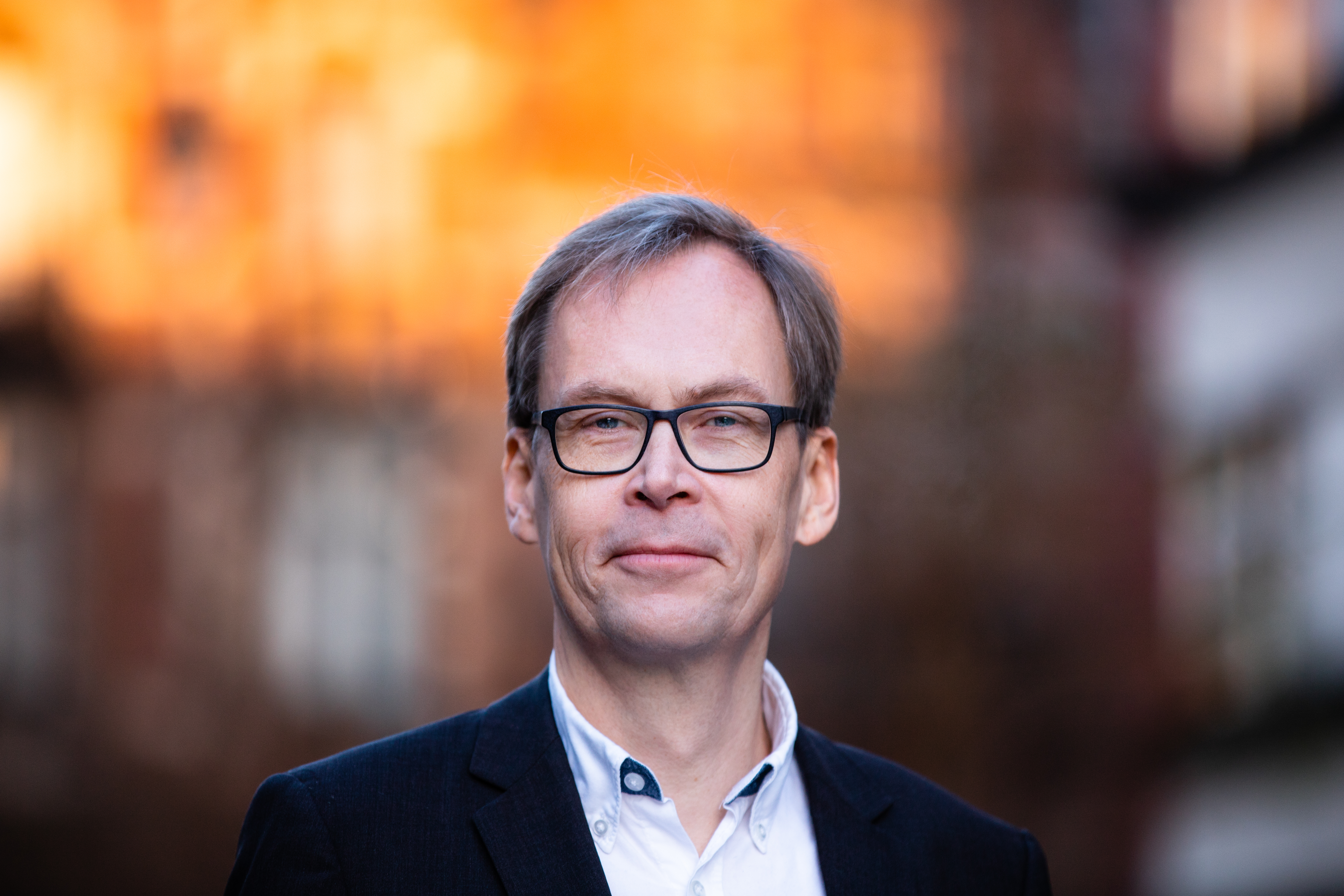
Kaj Arnö, PDG de la Fondation MariaDB

La fondation MariaDB est une organisation à but non lucratif fondée en 2012 pour superviser le développement de MariaDB,. L'actuel PDG de la Fondation MariaDB est Kaj Arnö (en) depuis février 2019. La Fondation décrit sa mission comme suit traduit en français :
Les pierres angulaires de la mission de la Fondation MariaDB sont l'ouverture, l'adoption et la continuité.
- Nous veillons à ce que la base de code de MariaDB Server reste ouverte à l'utilisation et aux contributions sur les mérites techniques.
- Nous nous efforçons d'augmenter l'adoption par les utilisateurs et à travers les cas d'utilisation, les plateformes et les moyens de déploiement.
- Nous assurons la continuité de l'écosystème MariaDB Server, indépendamment de toute entité commerciale.

### Sponsors notables de la Fondation MariaDB
Les sponsors les plus notables de MariaDB Foundation sont Alibaba Cloud, Tencent Cloud, Microsoft, MariaDB Corporation Ab, Servicenow, Schaffhausen Institute of Technology, IBM et DBS Bank.
La Fondation travaille également avec des partenaires technologiques, par ex. Google a chargé l'un de ses ingénieurs de travailler à la Fondation MariaDB en 2013,.

## MariaDB Corporation Ab
Initialement, le développement de MariaDB reposait entièrement sur l'open source et non commercial. Pour bâtir une entreprise mondiale, MariaDB Corporation Ab a été fondée en 2010 par Patrik Backman, Ralf Wahlsten, Kaj Arnö (en), Max Mether, Ulf Sandberg, Mick Carney et Michael "Monty" Widenius,.
MariaDB Corporation Ab a obtenu son nom actuel après une fusion entre SkySQL Corporation Ab et Monty Program le 2013.
MariaDB Corporation Ab a annoncé en février 2022 son intention de devenir une société cotée à la Bourse de New York (NYSE).
Le 10 septembre 2024, MariaDB a annoncé le rachat par le fonds d'investissement K1 de sa partie entreprise. Ce rachat ne concerne pas la partie fondation.

### Investisseurs dans MariaDB Corporation Ab
Les investisseurs initiaux de la série A comprenaient par ex. OpenOcean (sv) et Tesi (Finnish Industry Investment Ltd). Les investisseurs ultérieurs incluent Intel en 2013, Runa Capital en 2015, Alibaba en 2017 et la Banque européenne d'investissement en 2017,,,.